# 草莓树 (太阳能发电设备)

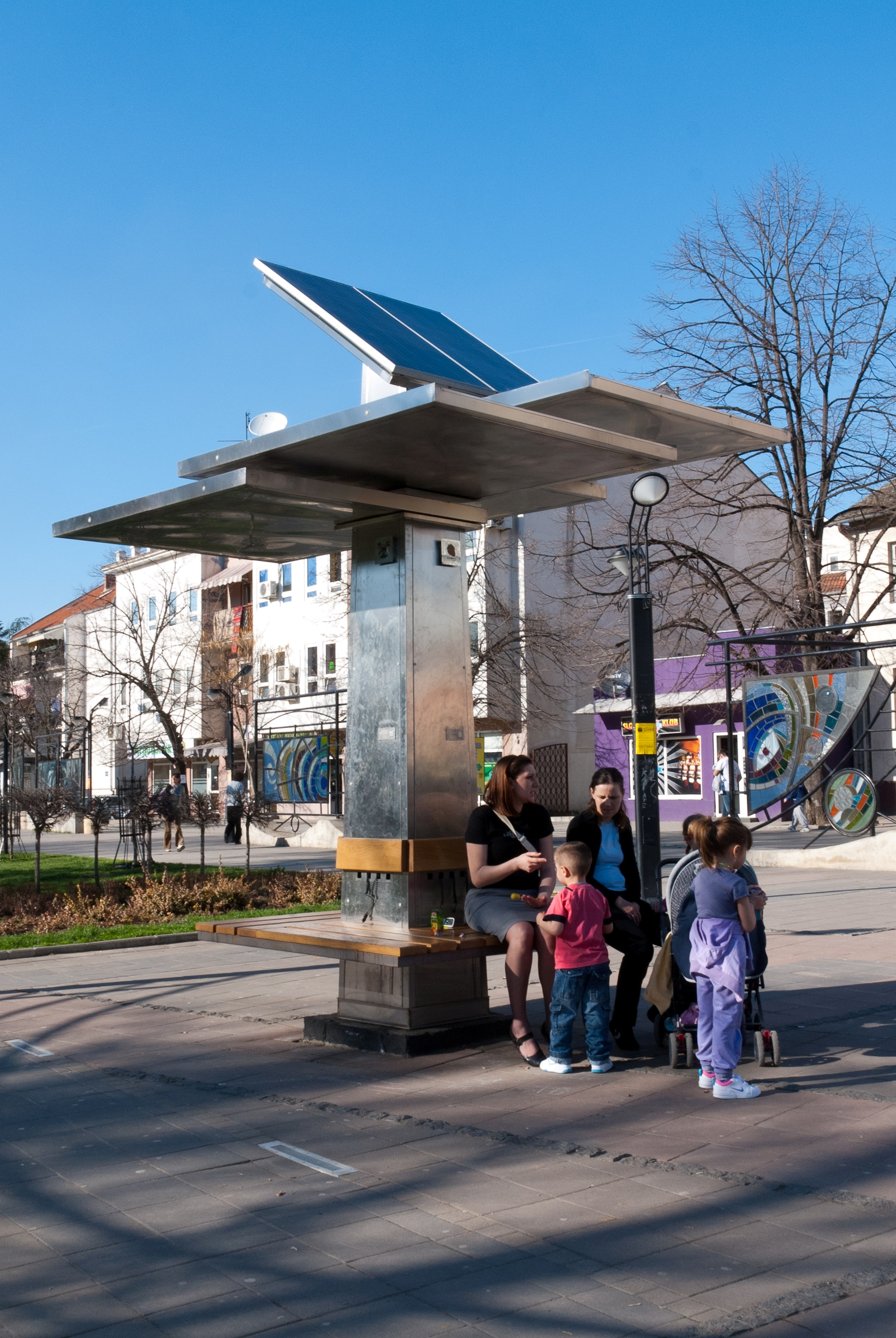
公共太阳能发电装置--草莓树，于2010年10月安装在了塞尔维亚的奥布雷诺瓦茨

草莓树是世界上第一个适用于移动设备的公共太阳能充电器。它由塞尔维亚公司草莓能源开发。该装置在布鲁塞尔举行的欧盟委员会“2011年可持续能源周”竞赛中获得“消耗类”（Consuming）第一名 。

## 功能
草莓永久安装在街道、公园和广场等公共场所，集成了太阳能发电和WiFi发射功能，为路人提供户外免费移动设备充电服务。它的主要功能有：
- 将太阳能转化为电能的太阳能电池板
- 可充电电池，这使草莓树可在没有阳光的情况下运行14天以上
- 有16条充电线线，可用于不同类型的移动设备，例如手机、相机、mp3播放器等
- 智能电子系统可实现能源收支平衡

此外，草莓树还可以为周边提供免费无线上网服务。

## 历史
草莓能源公司的创始人，米洛什·米利萨维耶维奇（Miloš Milisavljević），首次提出了这个为移动设备充电的公共太阳能充电器--草莓树。
截至2013年，11棵草莓树已被安装。第一棵草莓树于2010年10月安装在塞尔维亚奥布雷诺瓦茨市一个主要广场上。推出太阳能充电器起的最先40天内，总共进行了10,000次充电服务。一年后，草莓树与塞尔维亚电信公司合作，在塞尔维亚贝尔格莱德的兹维兹达拉市安装了第二个用于移动设备的公共太阳能充电器。同月，第三台草莓树安装在了塞尔维亚的诺维萨德。到2012年初，全部的三棵草莓树均完成了100,000多次充电。
通过与塞尔维亚电信公司的合作，草莓能源还在以下地点安装了草莓树：
- 塞尔维亚基金达，于2012年7月[10]。
- 塞尔维亚弗拉涅，于2012年8月[11]。
- 塞尔维亚博尔，于2012年10月[12]。
- 塞尔维亚瓦列沃，于2012年10月[13]。

通过与贝尔格莱德市和帕利卢拉政府的合作，草莓能源公司于2012年11月在贝尔格莱德塔马登公园安装了采用了塞尔维亚建筑师米洛什·米利萨维耶维奇的全新设计的草莓树。
2013年初，草莓能源公司与贝尔格莱德市和Mikser组织合作，在塞尔维亚贝尔格莱德斯拉維亞廣場安装了由塞尔维亚设计师TamaraŠvonja和VojinStojadinović设计的新公共太阳能充电器草莓树束。
2013年下半年，通过塞尔维亚-波斯尼亚和黑塞哥维那的跨境合作计划“比耶利纳和波加提克项目--一起致力于通过提高能源效率和促进可再生能源实现能源可持续发展”，两个太阳能充电器被安装在了比耶利纳：在文化中心里和城市公园前。